# Joanne Froggatt
Joanne Froggatt (Littlebeck, North Yorkshire, 1980. augusztus 23. –) Golden Globe-díjas angol színpadi, televíziós és filmszínésznő.
Legismertebb és kritikailag legsikeresebb alakítása Anna Bates volt a Downton Abbey című brit kosztümös drámasorozat mind a hat évadjában. Színészi játékát 2015-ben a legjobb televíziós női főszereplőnek járó Golden Globe-díjjal honorálták. További három alkalommal jelölték Primetime Emmy-díjra legjobb női mellékszereplő (drámasorozat) kategóriában.
A 2016-os Dark Angel című drámasorozatban a sorozatgyilkos Mary Ann Cottont alakította. 2017-tól a Hazug című sorozatban kapott főszerepet. 

## Filmográfia

### Film
| Év   | Magyar cím                            | Eredeti cím                    | Szerep                | Magyar hang        |
| ---- | ------------------------------------- | ------------------------------ | --------------------- | ------------------ |
| 2002 |                                       | Miranda                        | Jacquie               |                    |
| 2009 |                                       | Echoes (rövidfilm)             | Anya                  |                    |
| 2010 |                                       | In Our Name                    | Suzy                  |                    |
| 2013 | Mocsok                                | Filth                          | Mary                  | Bogdányi Titanilla |
| 2013 |                                       | uwantme2killhim?               | Sarah Clayton nyomozó |                    |
| 2013 |                                       | Still Life                     | Kelly Stoke           |                    |
| 2016 | Tengeri csillag                       | Starfish                       | Nicola Ray            |                    |
| 2016 | Bob, az utcamacska                    | A Street Cat Named Bob         | Val                   | Urbán Andrea       |
| 2017 |                                       | A Crooked Somebody             | Chelsea Mills         |                    |
| 2017 | Mary Shelley – Frankenstein születése | Mary Shelley                   | Mary Jane Clairmont   |                    |
| 2017 |                                       | Bob the Builder: Mega Machines | Wendy (hangja)        |                    |
| 2018 | Még utoljára                          | One Last Thing                 | Jaime                 |                    |
| 2019 | Downton Abbey                         | Downton Abbey                  | Anna Bates            | Urbán Andrea       |
| 2022 | Downton Abbey: Egy új korszak         | Downton Abbey: A New Era       | Anna Bates            | Ruttkay Laura      |

### Televízió
| Év        | Magyar cím                 | Eredeti cím                        | Szerep                  | Megjegyzések                                             |
| --------- | -------------------------- | ---------------------------------- | ----------------------- | -------------------------------------------------------- |
| 1996      |                            | The Bill                           | Kelly Martin            | 1 epizód                                                 |
| 1997–1998 |                            | Coronation Street                  | Zoe Tattersall          | 43 epizód                                                |
| 1999      |                            | Bad Girls                          | Rachel Hicks            | 4 epizód                                                 |
| 1999      |                            | Dinnerladies                       | Sigourney               | 1 epizód                                                 |
| 2000      |                            | Nature Boy                         | Jenny                   | 3 epizód                                                 |
| 2000      |                            | Other People's Children            | Becky                   | 2 epizód                                                 |
| 2000      | Az elveszett ékkövek titka | Lorna Doone                        | Lizzie Ridd             | tévéfilm                                                 |
| 2001      |                            | A Touch of Frost                   | Anne                    | 2 epizód                                                 |
| 2001      | Baleseti sebészet          | Casualty                           | Lucy Curry              | 1 epizód                                                 |
| 2002      |                            | Nice Guy Eddie                     | Mandy                   | 1 epizód                                                 |
| 2002      |                            | Paradise Heights                   | Julia Sawyer            | 6 epizód                                                 |
| 2002      |                            | The Stretford Wives                | Dawn Richards           | tévéfilm                                                 |
| 2003      |                            | Danielle Cable: Eyewitness         | Danielle Cable          | tévéfilm                                                 |
| 2003      | Katonazsaru                | Red Cap                            | Tracy Walters           | 1 epizód                                                 |
| 2003      |                            | The Last Detective                 | Celia / Josie           | 1 epizód                                                 |
| 2004      |                            | Island at War                      | Angelique Mahy          | 6 epizód                                                 |
| 2006      |                            | Missing                            | Sybil Foster            | 2 epizód                                                 |
| 2006      | Élet a Marson              | Life on Mars                       | Ruth Tyler              | 3 epizód                                                 |
| 2006      |                            | See No Evil: The Moors Murders     | Maureen Smith           | 2 epizód                                                 |
| 2006      |                            | The Street                         | Kerry                   | 1 epizód                                                 |
| 2006      |                            | Rebus                              | Gail Maitland           | 1 epizód                                                 |
| 2007      |                            | Joanne Lees: Murder in the Outback | Joanne Lees             | tévéfilm                                                 |
| 2008      |                            | Spooks: Code 9                     | Hannah                  | 2 epizód                                                 |
| 2009      | Az élet megy tovább        | Moving On                          | Kellie                  | 1 epizód                                                 |
| 2009      |                            | Robin Hood                         | Kate                    | 11 epizód                                                |
| 2010      |                            | Identity                           | Jane Calshaw            | 1 epizód                                                 |
| 2010      |                            | The Royle Family                   | Saskia                  | 1 epizód                                                 |
| 2010–2015 | Downton Abbey              | Downton Abbey                      | Anna Smith / Anna Bates | - főszereplő (52 epizód) - magyar hangja: - Urbán Andrea |
| 2012      |                            | True Love                          | Ruth                    | 1 epizód                                                 |
| 2014      |                            | The Secrets                        | Lexie                   | 1 epizód                                                 |
| 2015–2018 | Bob, a mester              | Bob the Builder                    | Wendy (hangja)          | 108 epizód                                               |
| 2016      |                            | Dark Angel                         | Mary Ann Cotton         | 2 epizód                                                 |
| 2017–2020 | Hazug                      | Liar                               | Laura Nielson           | - főszereplő - magyar hangja: - Majsai-Nyilas Tünde      |
| 2019      |                            | The Commons                        | Eadie Boulay            | főszereplő (8 epizód)                                    |
| 2021      |                            | Angela Black                       | Angela Black            | főszereplő (6 epizód)                                    |
| 2022      |                            | Sherwood                           | Sarah Vincent           | 3 epizód                                                 |
| 2023      |                            | North Shore                        | Abigail Crawford        | főszereplő (6 epizód)                                    |
| 2023      | Utolsó fény                | Last Light                         | Elana Yeats             | főszereplő (5 epizód)                                    |
| 2024      |                            | Breathtaking                       | Dr. Abbey Henderson     | főszereplő (3 epizód)                                    |
| 2025      |                            | MobLand                            | Jan Da Souza            |                                                          |

## Díjak és jelölések
| Év   | Díj                             | Kategória                                                       | Jelölt mű                  | Eredmény |
| ---- | ------------------------------- | --------------------------------------------------------------- | -------------------------- | -------- |
| 2003 | Royal Television Society Award  | legjobb színésznő                                               | Danielle Cable: Eyewitness | Jelölve  |
| 2010 | British Independent Film Awards | legígéretesebb új színész                                       | In Our Name                | Elnyerte |
| 2012 | Primetime Emmy-díj              | legjobb női mellékszereplő (drámasorozat)                       | Downton Abbey              | Jelölve  |
| 2012 | Screen Actors Guild-díj         | legjobb szereplőgárda (drámasorozat)                            | Downton Abbey              | Elnyerte |
| 2012 | Monte-Carlo Television Festival | legjobb színésznő                                               | Downton Abbey              | Jelölve  |
| 2013 | Screen Actors Guild-díj         | legjobb szereplőgárda (drámasorozat)                            | Downton Abbey              | Jelölve  |
| 2014 | Primetime Emmy-díj              | legjobb női mellékszereplő (drámasorozat)                       | Downton Abbey              | Jelölve  |
| 2014 | Golden Globe-díj                | legjobb női mellékszereplő (sorozat, minisorozat vagy tévéfilm) | Downton Abbey              | Elnyerte |
| 2014 | Screen Actors Guild-díj         | legjobb szereplőgárda (drámasorozat)                            | Downton Abbey              | Elnyerte |
| 2015 | Primetime Emmy-díj              | legjobb női mellékszereplő (drámasorozat)                       | Downton Abbey              | Jelölve  |
| 2015 | Screen Actors Guild-díj         | legjobb szereplőgárda (drámasorozat)                            | Downton Abbey              | Elnyerte |
| 2016 | Golden Globe-díj                | legjobb női mellékszereplő (sorozat, minisorozat vagy tévéfilm) | Downton Abbey              | Jelölve  |

## Fordítás
- Ez a szócikk részben vagy egészben  a   Joanne Froggatt című angol Wikipédia-szócikk ezen változatának fordításán alapul.  Az eredeti cikk szerkesztőit annak laptörténete sorolja fel. Ez a jelzés csupán a megfogalmazás eredetét és a szerzői jogokat jelzi, nem szolgál a cikkben szereplő információk forrásmegjelöléseként.